# Coletivo Gregório Bezerra
O Coletivo Gregório Bezerra foi uma organização de esquerda, de orientação marxista, existente no Brasil nos anos 1980 e 1990.

## Acirramento da luta interna no PCB (1979-1980)
A formação do Coletivo Gregório Bezerra resulta da aglutinação de dissidências do Partido Comunista Brasileiro (PCB) ocorridas no contexto de intensificação da luta interna àquele partido suscitada pelo regresso de dirigentes do exílio em 1979.
Em declarações na imprensa e através do jornal porta-voz do PCB, Voz Operária, aqueles dirigentes condenavam o “acirramento das tensões”, opondo-se à intensificação de mobilizações populares – como as greves da região do ABC por exemplo –, considerando-as uma ameaça ao processo de abertura política. Naquele o momento o PCB e outros grupos de esquerda como Movimento Revolucionário 8 de Outubro (MR8), Partido Comunista do Brasil (PCdoB), e setores moderados do Partido do Movimento Democrático Brasileiro (PMDB), eram entusiastas da Frente Nacional pela Redemocratização. Almejavam, em aliança com setores do próprio regime, uma transição da ditadura militar à democracia, abrindo mão de um programa de transformações mais profundas.
Contrário a esta orientação, Luis Carlos Prestes lança em 1980 a Carta aos Comunistas. Nela, expõe publicamente suas críticas à linha política do PCB, admite a sua contribuição para a consolidação daquela perspectiva no papel de Secretário Geral do partido, e conclama a militância para que tome o destino do partido em suas mãos. A resposta do Comitê Central foi considerada implacável pelos grupos que posteriormente vieram a conformar os CGB: alegam que a discussão da Carta nos fóruns partidários foi proibida, e que os militantes que esboçaram discordância em relação a essa decisão do CC foram ameaçados de expulsão.

## VII Congresso do PCB (1982)
Nesse contexto, militantes de diferentes estados das regiões sul, sudeste e nordeste mobilizam-se contra a orientação assumida pela PCB, considerada “atrasada e conciliatória”, engajando-se nas chamadas Comissões Provisórias de Reconstrução e Defesa do PCB (CPRD-PCB). Seu objetivo era desautorizar a direção nacional do partido, almejando com isto o aprofundamento de uma “orientação combativa entre as massas”.
Estas Comissões esperavam que as divergências expostas na Carta pudessem ser enfrentadas num amplo processo de debate a ser desencadeado por ocasião da realização do Congresso do partido em 1982. De fato, naquele ano o PCB iniciou a preparação de seu Congresso, instalado efetivamente apenas em 1984 em função da repressão. Nele, entretanto, aquelas divergências de fundo não chegaram a ser enfrentadas, isto apesar do clima de descontentamento existente em várias regiões do país.
Antes mesmo da realização do Congresso e já afastado da direção do partido, Prestes abandona o PCB, aproximando-se do Partido dos Trabalhadores (PT) e Partido Democrático Trabalhista (PDT), no que foi seguido por militantes pecebistas em diferentes regiões do país, como Gregório Bezerra. Este processo é tido como estopim do que se convencionou denominar de ruptura prestista e que iria resultar, dez anos depois (após as mortes de Luiz Carlos Prestes e Gregório Bezerra) na criação da organização Polo Comunista Luiz Carlos Prestes. As dissidências ocorridas neste processo, entretanto, em função de sua dispersão geográfica e heterogeneidade ideológica, não chegaram a conformar um agrupamento político nacionalmente organizado.

## Coletivo Fluminense para a Construção do Partido (1980-1986)
Os CGB surgem justamente da aglutinação de parte destas dissidências, tendo se originado sobretudo a partir do coletivo existente no Rio de Janeiro em 1980.
Este coletivo realiza um primeiro Pleno em 1981, no qual reafirma sua opção pelo socialismo e pela “defesa e divulgação” das experiências dos países socialistas, bem como a necessidade de estruturação de um agrupamento nacionalmente organizado e orientado pelo princípio do centralismo-democrático. Em 1982, a dissidência lança A Vanguarda, seu jornal porta-voz e, em 1983, realiza sua I Conferencia, onde reafirma suas posições anteriores, formaliza o deslocamento de parte de seus quadros para o movimento popular, e passa a denominar-se Coletivo Fluminense para a Construção do Partido Comunista (CFCPC).
Após a Conferência, o CFCPC participa de ações de solidariedade às lutas populares em curso na Palestina, Nicarágua, El Salvador e Granada. Intensifica de sua atuação junto à Federação das Associações de Moradores do Estado do Rio de Janeiro (FAMERJ) e em movimentos estudantis, secundaristas e universitários, em oposição à “linha concilatória” assumida por PCB, PCdoB e MR8. Nesse sentido, o CGB se integraria na Juventude Socialista do PDT, enquanto tendência organizada, tendo entre seus principais quadros o Deputado Estadual Carlos Vignoli e Eduardo Callado. No movimento sindical, o CGB participa dos chamados Núcleos de Apoio à Central Única dos Trabalhadores (NaCUTs) no Rio de Janeiro, contribuindo para a construção do que caracterizava como uma “central sindical combativa”.
Ainda em 1983, o CFCPC aprofunda sua relação com o coletivo articulado em torno da revista Novos Rumos, então ligado ao PCB, que se incorpora à organização. Também neste período, consolida sua opção preferencial pelo PDT como referência partidária, refletida no apoio à candidatura de Saturnino Braga à prefeitura do Rio de Janeiro nas eleições municipais de 1985.

## Origem e trajetória do Coletivo Gregório Bezerra (1986-1992)
No ano de 1986, o CFCPC realiza sua II Conferência Estadual, acompanhada por convidados representando coletivos existentes nos Estados de Santa Catarina, Goiás e Minas Gerais. Ao final da conferência, o CFCP decidiu assumir a denominação de Coletivo Gregório Bezerra/RJ (CGB/RJ), no que foi seguido pelos demais coletivos estaduais ali presentes. Da aproximação entre os coletivos daqueles estados, encabeçados pelo CGB/RJ, desenvolveu-se e consumou-se a proposta de constituição de um agrupamento nacionalmente organizado.
Em abril de 1987 o CGB/RJ realiza sua III Conferência Estadual (Extraordinária), onde aprova resolução referente à tática eleitoral para 1988. Na resolução, afirma que o “governo popular é a proposta tática mais avançada a ser atingida nos marcos do Estado burguês”, e que “a ascensão de um governo que tenha como eixo central o programa da Frente Popular, um programa antimonopolista, antilatifundiárias e antiimperialista, será por si só fator de desestabilização e radicalização da conjuntura e da luta de classes”. Acredita que este processo de radicalização deverá enfrentar uma “articulação golpista da burguesia” e assevera: neste momento “as massas deverão estar preparadas para um levante insurrecional”, o que exige a “preparação de sua vanguarda”, o “partido revolucionário da classe operária”.
Em 1986, o CGB/RJ apoia a candidatura de Darcy Ribeiro (PDT) para o governo do estado do Rio de Janeiro, elegendo também pelo PDT o Deputado Estadual Carlos Vignoli, posteriormente expulso da organização.
Em janeiro de 1989, com a perspectiva de obtenção do registro legal de sua organização partidária, os CGB promovem o 1o Congresso do Partido da Libertação Proletária (PLP), adotando provisoriamente essa denominação.
Nas eleições presidenciais ocorridas no Brasil em 1989, o PLP/CGB declara apoio à candidatura de Luiz Inácio Lula da Silva pela Frente Brasil Popular (PT, PSB e PCdoB).

## Adesão ao PSTU (1992-1994) e desdobramentos posteriores
No ano de 1992, o PLP/CGB integra-se à Frente de Esquerda (FR), uma articulação promovida pela Convergência Socialista que, expulsa do PT, passou a investir na fundação de um novo partido. No âmbito da FR, o CGB/PLP obtém obtém seu registro, passando a denominar-se Partido da Frente Socialista (PFS). Sob essa denominação, participa das eleições de 1992 lançando candidatura própria à prefeitura do Rio de Janeiro, apoiando Benedita da Silva (PT) no segundo turno da votação.
Paralelamente, no âmbito da Frente Revolucionária, a identidade entre CS e PFS (dois agrupamentos mais representativos da FR) se aprofunda e resulta, com a participação de outros coletivos de menor expressão como Liga, Luta de Classes, Democracia Operária na fundação do Partido Socialista dos Trabalhadores Unificado (PSTU), de orientação trotskista.
Anos mais tarde, no início da década de 2000, inúmeros ex-integrantes do CGB/PFS – entre os quais destaca-se Martiniano Cavalcante – abandonam o PSTU, colaborando para a formação do Movimento de Luta Socialista (MLS). O MLS, por seu turno, contribuiu para a formação do Movimento Terra Trabalho e Liberdade e da tendência Poder Popular do Partido Socialismo e Liberdade.